# Dominique Bertram
Pour les articles homonymes, voir Bertram.
Dominique Bertram, né à Alger le 8 août 1954, est un bassiste et contrebassiste français.

## Biographie
Dominique Bertram débute la basse en mai 1968 à Paris, influencé par Otis Redding et le rhythm and blues. Passionné de jazz-rock, il joue à cette époque dans Zao, Neffesh Music, Alien Quartet avant de rencontrer Christian Vander pour intégrer Magma (Live à Bobino 1981).
Dans les années 1980, il collabore avec Renaud, Michel Jonasz, Véronique Sanson, Catherine Lara et Nicole Croisille, avec qui il joue toujours aujourd'hui dans son spectacle hommage à Claude Nougaro. Selon les artistes qu'il accompagne au long de sa carrière, on le voit jouer soit de la basse, soit de la contrebasse ou même de la guitare.
Dans les années 1990-2000, son itinéraire croise celui d'Eddy Mitchell, de Patrick Bruel dans ses deux tournées phares, de Laurent Voulzy pour Le Gothique Flamboyant Pop Dancing Tour et de Liane Foly (Live acoustique au Palais des sports et Une étoile dort).
Il est le bassiste pour la première tournée des Enfoirés et a participé à plusieurs Taratata, notamment pour accompagner Al Jarreau, avec le pianiste Michel Petrucciani.
Très actif dans le milieu du jazz, on le voit couramment à la guitare avec Mino Cinelu, Khalil Chahine, Thierry Eliez et Franck Monbaylet.
Il a composé deux albums solos Chinese Paradise en 1985 (avec Manu Katché, Jean-Yves D'Angelo, Kamil Rustam, etc.) et Bass Now en 1992 (avec Loïc Pontieux, Michel Gaucher, Thierry Eliez, etc.).
Il termine en 2007 la tournée de Patrick Bruel et crée un projet électronique pour la basse et la guitare, projet depuis abouti et récompensé notamment par le Concours Lépine 2010.
Il est en 2008 en tournée avec Véronique Sanson et Nicole Croisille et réalise l'album de Véronique Sanson, Plusieurs lunes sorti en octobre 2010.
En 2019, il participe à la tournée Dignes Dingues Donc... de Véronique Sanson. 